# Таупатія
Таупатія – це клас нейродегенеративних захворювань, що характеризуються агрегацією аномального тау-білка.  Гіперфосфорилювання тау-білків призводить до їх дисоціації від мікротрубочок та утворення нерозчинних агрегатів, які називаються нейрофібрилярними клубками. 
 Були описані різні нейропатологічні фенотипи на основі анатомічних ділянок та типів клітин, що уражаються, а також унікальних ізоформ тау-білка, що утворюють ці відкладення. Позначення «первинна таупатія» присвоюється розладам, де переважною ознакою є відкладення тау-білка. Як альтернатива, захворювання, що проявляють патології тау-білка, що пояснюються різними основними причинами, називаються «вторинними таупатіями». Деякі нейропатологічні фенотипи, що включають тау-білок – це хвороба Альцгеймера, лобно-скронева деменція, прогресуючий над'ядерний параліч та кортикобазальна дегенерація. 

## Тау-білок
Тау-білок, також називається тубулін-асоційованою одиницею або тау-білком, асоційованим з мікротрубочками (MAPT) – це білок, асоційований з мікротрубочками, який сприяє полімеризації та стабілізації в мікротрубочках шляхом зв'язування з тубуліном. Варіанти тау-ізоформ, що охоплюють від 352 до 441 амінокислоти, виникають шляхом альтернативного сплайсингу екзонів 2, 3 та 10 в гені MAPT. Шість ізоформ диференціюються включенням та виключенням вставок з 29 або 58 амінокислот у N-кінцевому домені. Крім того, ізоформи класифікуються на основі наявності трьох (3R тау-ізоформи) або чотирьох (4R тау-ізоформи) тандемних повторів послідовностей, кожна з яких складається з 31 або 32 амінокислот. 

## Біомаркери

### Нейровізуалізація
Позитронно-емісійна томографія (ПЕТ) може бути використана для виявлення підвищених рівнів тау-протеїну та інших біомаркерів у пацієнтів з хворобою Альцгеймера, надаючи просторову інформацію про те, які ділянки мають високе нейропатологічне навантаження. Однак недоліками ПЕТ-візуалізації є вартість, доступність та вплив радіоактивності на пацієнта, хоча й мінімальний. 

### Біологічна рідина
Аналіз спинномозкової рідини (СМР) є потенційним шляхом для розробки біомаркерів при таупатії. Доступні значні дані про біомаркери СМР для хвороби Альцгеймера (ХА), зосереджуючись на показниках, пов'язаних із загальними та фосфорильованими формами тау- та бета-амілоїдного (Aβ) білка. Підвищений рівень тау- та знижений рівень Aβ у СМР є характерною ознакою ХА у ХА, що дозволяє диференціювати захворювання від контрольної групи. Ця ознака також може допомогти у розрізненні атипових форм патології ХА, пов'язаної з клінічною лобно-скроневою деменцією (ЛСД), від тих, у кого є патологія лобно-скроневої дегенерації (ЛСД) з тау-протеїном. 

## Тау-терапія
Наразі не існує специфічних методів лікування тауопатії. Дотепер робилися спроби впливати на порушення нейромедіаторів для полегшення симптомів захворювання. При хворобі Альцгеймера специфічне лікування є складним, оскільки патологічні зміни відбуваються як [ потрібне уточнення ] раніше, ніж проявляються симптоми. Хоча наразі ефективне лікування від таупатії не існує, проте існують методи лікування, які можуть полегшити симптоми. Логопедія може бути корисною при симптомах афазії, такі симптоми, як депресія та апатія, часто лікуються за допомогою фармацевтичних препаратів. При фізичних проблемах фізична терапія виявилася корисною для розширення рухової функції пацієнтів.

## Інші захворювання
- Первинна вікова тауопатія (PART) деменція з нейрофібральними фістулами (НФТ), подібними до хвороби Альцгеймера, але без амілоїдних бляшок .
- Хронічна травматична енцефалопатія (ХТЕ)
- Прогресуючий над'ядерний параліч (ПНП)
- Кортикобазальна дегенерація (КБД)
- Фронтотемпоральна деменція та паркінсонізм, пов'язані з хромосомою 17 (FTDP-17)
- Вакуолярна тауопатія
- Літико-бодігова хвороба (паркінсоніко-деменційний комплекс Гуаму)
- Гангліогліома та гангліоцитома
- Менінгіоангіоматоз
- Підгострий склерозуючий паненцефаліт (ПСПЕ)
- А також свинцева енцефалопатія , туберозний склероз , нейродегенерація, пов'язана з пантотенаткіназою , та ліпофусциноз.